# 20590 Бонджіованні
20590 Бонджіованні (20590 Bongiovanni) — астероїд головного поясу, відкритий 9 вересня 1999 року.
Тіссеранів параметр щодо Юпітера — 3,332.